# Имамоглу (Адана)
Имамоглу (тур. İmamoğlu) — город и район в провинции Адана (Турция).

## История
Эти земли были заселены хеттами ещё в XVI веке до нашей эры. В VI веке до н. э. сюда пришли персы, в 333 году они были завоёваны Александром Македонским. Впоследствии они вошли в состав Рима, и потом — Византии. Позднее они были частью Киликийской Армении, затем этими землями завладели мамлюки, и в итоге они вошли в состав Османской империи.